# Дънс Скот
Джон Дънс Скот (на английски: John Duns Scotus), алтернативно Йоан Дънс Скот е шотландски философ, метафизик, францискански богослов.

## Биография
Роден в Дънс, графство Беруик, днес Беруикшър на границата между Шотландия и Англия в така наречената област Шотландски граници.
Възрастта на Дънс Скот се основава на първата сигурна дата за неговия живот, тази на ръкополагането му в католическото духовенство в Църквата на Св. Андрей в Нортхемптън на 17 март 1291 г. Минималната възраст за ръкополагане по онова време е 25 години и се предполага, че той е ръкоположен скоро след като ги е навършил.Това че съвременниците му са го наричали Йоханес Дънс следва средновековната практика да се дават на хората християнски имена, а след това и името на родното им място, което подсказва, че той идва от Дънс Бериукшър, Шотландия.
Учи в Кеймбридж и Оксфорд, като на последното място се обучава при Уилям Вера. Там влиза в ордена на францисканците. През 1302 г. се премества да живее в Париж, където учи теология и философия. Между 1306 и 1307 г. преподава в университета. През 1307 г. се премества в Кьолн, където умира на следващата година. През 1639 г. излиза първото издание на събраните му съчинения в Лион. Според Ради Радев „учението на Дънс Скот принадлежи на схващанията на Францисканция орден. Дънс Скот е родоначалник на т. нар. нова школа във францисканското течение. Скотизмът се заражда от неавгустиниззма на последователите на Бонавентура.“
Един от най-значимите му трудове е коментара на „Сентенции“ от Петър Ломбардски, произведение, използвано по онова време в повечето теологически факултети и училища.

## Произведения
- Преди 1295 година:
  - Parva logicalia
    - Quaestiones super Porphyrii Isagogem
    - Quaestiones in librum Praedicamentorum
    - Quaestiones in I et II librum Perihermeneias
    - Octo quaestiones in duos libros Perihermeneias
    - Quaestiones in libros Elenchorum
- Quaestiones super libros De anima (1295–1298?)
- Quaestiones super libros Metaphysicorum Aristotelis (1298–1300?; преработен по-късно)
- Notabilia Scoti super Metaphysicam
- Lectura (Ранни Оксфордски лекции върху четирите книги от цикъла Sentences на Петер Ломбард)
  - Книга 1 и 2 (1300–1301)
  - Книга 3 (написана вероятно в Париж, 1303–04)
  - Книга 4 (не е запазена)
- Ordinatio или Opus Oxoniense (Дистинкции в четири книги, още известно като Оксфордско съчинение: преработка на лекции, изнесени в Оксфорд, книги 1 и 2 през летния семестър на 1300–1302, книги 3 и 4 – през 1303–1304)
- Collationes oxonienses (1303–1304 или 1305–1308)
- Collationes parisienses (1302–1307)
- Reportatio parisiensis (Парижки лекции, 1302–1307)
- Quaestiones Quodlibetales (Въпроси от всякакъв вид)
- Tractatus de Primo Principio (Трактат за първия принцип)
- Theoremata (неизяснена датировка)